# The Walking Dead (truyện tranh)
The Walking Dead là loạt truyện tranh hậu tận thế của Mỹ do cây viết Robert Kirkman và nghệ sĩ Tony Moore đồng sáng tạo, trong đó Tony vốn là nghệ sĩ minh họa cho sáu bản in đầu tiên và là nghệ sĩ minh họa trang bìa trong 24 tập đầu, với phong cách vẽ vẫn giữ nguyên theo loạt truyện của Charlie Adlard.

### Các tập truyện
- Kirkman, Robert (biên kịch), Moore, Tony (vẽ chì), Moore, Tony (đổ mực), Kirkman, Robert (chép thoại). The Walking Dead tập 1: Days Gone Bye, 1: tr. 1–26 (October 8, 2003), 1071 N. Batavia St., Suite A, Orange, CA 92867: Image Comics.
- Kirkman, Robert (biên kịch), Moore, Tony (vẽ chì), Moore, Tony (đổ mực), Kirkman, Robert (chép thoại). The Walking Dead tập 1: Days Gone Bye, 2: tr. 1–26 (November 12, 2003), 1071 N. Batavia St., Suite A, Orange, CA 92867: Image Comics.
- Kirkman, Robert (biên kịch), Moore, Tony (vẽ chì), Moore, Tony (đổ mực), Kirkman, Robert (chép thoại). The Walking Dead tập 1: Days Gone Bye, 3: tr. 1–24 (December 10, 2003), 1071 N. Batavia St., Suite A, Orange, CA 92867: Image Comics.
- Kirkman, Robert (biên kịch), Moore, Tony (vẽ chì), Moore, Tony, Rathburn, Cliff (gray tones) (đổ mực), Kirkman, Robert (chép thoại). The Walking Dead tập 1: Days Gone Bye, 6: tr. 1–23 (March 2004), 1071 N. Batavia St., Suite A, Orange, CA 92867: Image Comics.
- Kirkman, Robert (biên kịch), Adlard, Charlie (vẽ chì), Adlard, Charlie, Rathburn, Cliff (gray tones) (đổ mực), Moore, Tony (cover) (tô màu), Kirkman, Robert (chép thoại). The Walking Dead tập 2: Miles Behind Us, 7: tr. 1–29 (April 2004), 1071 N. Batavia St., Suite A, Orange, CA 92867: Image Comics.
- Kirkman, Robert (biên kịch), Adlard, Charlie (vẽ chì), Adlard, Charlie, Rathburn, Cliff (gray tones) (đổ mực), Moore, Tony (cover) (tô màu), Kirkman, Robert (chép thoại). The Walking Dead tập 2: Miles Behind Us, 9: tr. 1–29 (June 2004), 1071 N. Batavia St., Suite A, Orange, CA 92867: Image Comics.
- Kirkman, Robert (biên kịch), Adlard, Charlie (vẽ chì), Adlard, Charlie, Rathburn, Cliff (gray tones) (đổ mực), Moore, Tony (cover) (tô màu), Kirkman, Robert (chép thoại). The Walking Dead tập 2: Miles Behind Us, 11: tr. 1–31 (August 2004), 1071 N. Batavia St., Suite A, Orange, CA 92867: Image Comics.
- Kirkman, Robert (biên kịch), Adlard, Charlie (vẽ chì), Adlard, Charlie, Rathburn, Cliff (gray tones) (đổ mực), Moore, Tony (cover) (tô màu), Kirkman, Robert (chép thoại). The Walking Dead tập 2: Miles Behind Us, 12: tr. 1–29 (September 2004), 1071 N. Batavia St., Suite A, Orange, CA 92867: Image Comics.
- Kirkman, Robert (biên kịch), Adlard, Charlie (vẽ chì), Adlard, Charlie, Rathburn, Cliff (gray tones) (đổ mực), Moore, Tony (cover) (tô màu), Kirkman, Robert (chép thoại). The Walking Dead tập 3: Safety Behind Bars, 16: tr. 1–33 (February 2005), 1071 N. Batavia St., Suite A, Orange, CA 92867: Image Comics.
- Kirkman, Robert (biên kịch), Adlard, Charlie (vẽ chì), Adlard, Charlie, Rathburn, Cliff (gray tones) (đổ mực), Moore, Tony (cover) (tô màu), Kirkman, Robert (chép thoại). The Walking Dead tập 4: The Heart's Desire, 19: tr. 1–32 (June 2005), 1071 N. Batavia St., Suite A, Orange, CA 92867: Image Comics.
- Kirkman, Robert (biên kịch), Adlard, Charlie (vẽ chì), Adlard, Charlie, Rathburn, Cliff (gray tones, cover colors, back cover) (đổ mực), Adlard, Charlie (cover) (tô màu), Wooton, Rus (chép thoại). The Walking Dead tập 5: The Best Defense, 27: tr. 1–30 (April 2006), 1071 N. Batavia St., Suite A, Orange, CA 92867: Image Comics.
- Kirkman, Robert (biên kịch), Adlard, Charlie (vẽ chì), Adlard, Charlie, Rathburn, Cliff (gray tones, cover colors, back cover) (đổ mực), Adlard, Charlie (cover) (tô màu), Wooton, Rus (chép thoại). The Walking Dead tập 5: The Best Defense, 29: tr. 1–28 (June 2006), 1071 N. Batavia St., Suite A, Orange, CA 92867: Image Comics.
- Kirkman, Robert (biên kịch), Adlard, Charlie (vẽ chì), Adlard, Charlie, Rathburn, Cliff (gray tones, cover colors, back cover) (đổ mực), Adlard, Charlie (cover) (tô màu), Wooton, Rus (chép thoại). The Walking Dead tập 6: This Sorrowful Life, 33: tr. 1–29 (December 2006), 1071 N. Batavia St., Suite A, Orange, CA 92867: Image Comics.
- Kirkman, Robert (biên kịch), Adlard, Charlie (vẽ chì), Adlard, Charlie, Rathburn, Cliff (gray tones, cover colors, back cover) (đổ mực), Adlard, Charlie (cover) (tô màu), Wooton, Rus (chép thoại). The Walking Dead tập 7: The Calm Before, 37: tr. 1–25 (May 2007), 1071 N. Batavia St., Suite A, Orange, CA 92867: Image Comics.
- Kirkman, Robert (biên kịch), Adlard, Charlie (vẽ chì), Adlard, Charlie, Rathburn, Cliff (gray tones, cover colors, back cover) (đổ mực), Adlard, Charlie (cover) (tô màu), Wooton, Rus (chép thoại). The Walking Dead tập 7: The Calm Before, 39: tr. 1–30 (July 2007), 1071 N. Batavia St., Suite A, Orange, CA 92867: Image Comics.
- Kirkman, Robert (biên kịch), Adlard, Charlie (vẽ chì), Adlard, Charlie, Rathburn, Cliff (gray tones, cover colors, back cover) (đổ mực), Adlard, Charlie (cover) (tô màu), Wooton, Rus (chép thoại). The Walking Dead tập 7: The Calm Before, 42: tr. 1–22 (September 2007), 1071 N. Batavia St., Suite A, Orange, CA 92867: Image Comics.
- Kirkman, Robert (biên kịch), Adlard, Charlie (vẽ chì), Adlard, Charlie, Rathburn, Cliff (gray tones, cover colors) (đổ mực), Adlard, Charlie (cover) (tô màu), Wooton, Rus (chép thoại). The Walking Dead tập 8: Made to Suffer, 44: tr. 1–31 (November 21, 2007), 1071 N. Batavia St., Suite A, Orange, CA 92867: Image Comics.
- Kirkman, Robert (biên kịch), Adlard, Charlie (vẽ chì), Adlard, Charlie, Rathburn, Cliff (gray tones, cover colors) (đổ mực), Adlard, Charlie (cover) (tô màu), Wooton, Rus (chép thoại). The Walking Dead tập 8: Made to Suffer, 45: tr. 1–25 (December 12, 2007), 1071 N. Batavia St., Suite A, Orange, CA 92867: Image Comics.
- Kirkman, Robert (biên kịch), Adlard, Charlie (vẽ chì), Adlard, Charlie, Rathburn, Cliff (gray tones, cover colors) (đổ mực), Adlard, Charlie (cover) (tô màu), Wooton, Rus (chép thoại). The Walking Dead tập 8: Made to Suffer, 46: tr. 1–27 (February 13, 2008), 1071 N. Batavia St., Suite A, Orange, CA 92867: Image Comics.
- Kirkman, Robert (biên kịch), Adlard, Charlie (vẽ chì), Adlard, Charlie, Rathburn, Cliff (gray tones, cover colors) (đổ mực), Adlard, Charlie (cover) (tô màu), Wooton, Rus (chép thoại). The Walking Dead tập 8: Made to Suffer, 48: tr. 1–26 (April 2, 2008), 1071 N. Batavia St., Suite A, Orange, CA 92867: Image Comics.
- Kirkman, Robert (biên kịch), Adlard, Charlie (vẽ chì), Adlard, Charlie, Rathburn, Cliff (gray tones, cover colors) (đổ mực), Adlard, Charlie (cover) (tô màu), Wooton, Rus (chép thoại). The Walking Dead tập 9: Here We Remain, 52: tr. 1–24 (September 17, 2008), 1071 N. Batavia St., Suite A, Orange, CA 92867: Image Comics.